# Luc Ferrari
Luc Ferrari (5 de febrero de 1929 - 22 de agosto de 2005) fue un compositor francés de ascendencia italiana, que destacó principalmente por ser uno de los pioneros de la música electroacústica, y por su personal interpretación de algunas de las corrientes musicales contemporáneas. Trabajó además en otros campos, como teatro, radio, o documentales.

## Biografía
Nació en París, el 5 de febrero de 1929. Desde muy pronto se rodeó de grandes profesores, como Alfred Cortot, Olivier Messiaen y Arthur Honegger, con los que estudió piano, análisis musical y composición, respectivamente. Influido por las vanguardias dominantes de la época, sus primeras obras están marcadas por la técnica serialista.
Su vida cambia radicalmente en 1954, año en que viaja a Nueva York para entrevistarse con Edgar Varèse, compositor al que admiraba profundamente tras la audición de varias de sus obras (especialmente Déserts). Tras este encuentro, la música de Ferrari experimenta una brusca evolución tras adoptar varios de los principios de Varèse sobre el sonido, que desde ahora tratará frecuentemente como un objeto no dependiente de la armonía. También es en esta época donde empieza a usar cintas magnéticas en su propia música.
Cuatro años más tarde, funda la Groupe de Recherches Musicales junto a dos de los compositores punteros de la música concreta, Pierre Schaeffer, y François-Bernard Mâche.
Con Hétérozygote (1963-64), alcanza la madurez y el reconocimiento internacional. En esta pieza (para cinta magnética), Ferrari utiliza una serie de sonidos ambientales para crear un collage “organizado y poético”. Es una de las obras más representativas del compositor, que frecuentemente utilizaba sonidos del mundo real en su lenguaje musical.
En la misma línea de esta composición, se puede enmarcar su Presque Rien No.1, donde condensa 24 horas de sonidos ambientales tomados en una playa yugoslava, en 21 minutos, sugiriendo una serie de acontecimientos en el tiempo. Es en esta obra donde más se aprecia la influencia de John Cage, concretamente de su idea de que la música es todo aquel sonido que nos rodea a lo largo del tiempo y del espacio, y que para escucharla tan sólo tenemos que pararnos y prestar atención.
Además de sus obras para cinta magnetofónica, escribió música para grupos de instrumentos tradicionales, entre las que destaca Sinfonía Inacabada (1960-1963) e Histoire du Plaisir et de la Desolation (1979-1981).
Luc Ferrari muere en Arezzo (Italia), el 22 de agosto de 2005. Su última composición, Femme descendant l'escalier, fue grabada en Madrid para el proyecto Itinerarios del sonido, comisariado por Miguel Álvarez-Fernández. Casualmente, su muerte se produjo un día antes a la de Robert Moog (inventor del sintetizador que lleva su nombre).